# 高江 (明朝)
高江（1470年—1513年），字一龍，又字萬里，號此谷，晚號二雨，福建興化府仙遊縣城关白塔兜高巷人，民籍，明朝政治人物。

## 生平
弘治五年（1492年）福建鄉試第六名。弘治六年（1493年）聯捷第二甲第十名進士。授行人司行人，奉使晋王府。转司正。十五年迁户部员外郎。弘治十八年二月出为浙江按察司佥事。正德四年（1509年）迁四川按察司副使。正德七年十二月迁湖广按察使，八年四月卒，年四十四。

## 著作
工詩，与江浦庄昶、同乡林夔友善。尚书林俊称其诗文“清警有奇气”。作品仅存《柬空同子》。

## 家族
曾祖高孟顯；祖父高邵中；父高昂，六安知州。母翁氏；繼母丁氏。三子：高梧、高桂、高樵。